# Antonio Amorós Sánchez
Antonio Amorós Sánchez (Callosa de Segura, 1945) escriptor i polític socialista retirat que ha sigut portaveu del PSPV-PSOE en la Diputació d'Alacant i membre de l'executiva federal.

## Biografia
Va estudiar a l'Institut Laboral d'Oriola i després de graduar-se, va estudiar Filosofia i Lletres a la Universitat de Múrcia, on va connectar amb el món del teatre. Va fer a França cursos de Sociologia i Estètica del Teatre, Direcció escènica i Animació a les universitats de París X Nanterre i Tolosa de Llenguadoc i també va treballar com a actor. Al seu torn fou director del departament de Teatre de l'anomenada Universitat popular d'Elx, ciutat on va ser triat regidor de Cultura (1983-1987) pel PSPV amb Ramón Pastor Castell d'alcalde en les Eleccions municipals espanyoles de 1983, època en la qual va ser finalista en el 'Premi Carlos Arniches Barreda' amb l'obra La dictadura del Plutoni el 1986 i va guanyar el premi de la mítica llibreria alacantina «Set i Mig» especialitzada en textos en català, a més de dirigir la revista La Tramoia de crítica teatral.
Des de 1991 va ser diputat provincial pel PSPV en la Diputació alacantina i membre de la Junta Rectora de l'Institut Alacantí de Cultura Juan Gil-Albert. Com a diputat general de Cultura, durant la presidència d'Antonio Mira-Perceval Pastor, fou el coordinador de la 'Comissió Organitzadora de l'Homenatge a Miguel Hernández Gilabert' pel 50è Aniversari de la seua mort en la presó alacantina que va consistir en un congrés internacional sobre la seua obra, exposició catalogada i l'edició d'un volum sobre el poeta amb el suport del Govern d'Espanya presidit per Felipe González Márquez i la Generalitat Valenciana de Joan Lerma i Blasco. Després de les Eleccions municipals espanyoles de 1995 va passar a l'oposició com a membre de la comissió de Cultura i de la de Foment, també des del partit judicial d'Elx. El 1999 va tornar a la comissió de Cultura des del partit judicial d'Oriola, però a més estrena la seua obra de teatre històric il·licità Bateig de la moreria del raval; el 2003 va arribar a ser el portaveu del PSPV en la Diputació, a més de vicepresident de la comissió de Cultura i membre de la comissió especial de Comptes.
Al següent mandat començat el 2007 va repetir amb els mateixos càrrecs, però el 2010 va haver de dimitir com a portaveu a petició del secretari general del PSPV Jorge Alarte Gorbe per la seua implicació en el Cas Brugal. No hi fou l'únic implicat, també els regidors i càrrecs socialistes de la veïna Favanella (Múrcia). La seua amistat amb Ángel Fenoll Pérez va ser definitiva, encara que va continuar com a vicepresident de la comissió de Cultura i membre de la comissió especial de Comptes, Alarte també es va dirigir a Mariano Rajoy Brey perquè prenguera exemple respecte a José Joaquín Ripoll Serrano aleshores president de la Diputació. Amorós tampoc va concórrer a les Eleccions municipals espanyoles de 2011, i per estar imputat el nou secretari del PSPV Ximo Puig li va demanar la seua dimissió dels càrrecs orgànics en el PSPV i en el comité federal del PSOE. Amorós es va desvincular del seu partit el 2016 mantenint la seua innocència.